# 納涼漢祭り
納涼漢祭り（のうりょうおとこまつり）は、Jリーグ・水戸ホーリーホックのサポーターがアウェイゲームにおいて開催していた観客参加型イベントである。2004年から2007年にかけて毎年開催された。
基本的に夏の関東地方でのアウェイゲームが開催地になっており、初回、第2回はともに神奈川県で開催されていたが、第3回となった2006年では初めて群馬県で開催されるなど広域展開を視野に入れていた。一時仙台でも開催する流れがあったが、「流しそうめん」などが開催予定地であった仙台スタジアム（現ユアテックスタジアム仙台）の禁止条項に抵触していたため断念した。
本項目では、水戸ホーリーホックサポーター主導によるその他のイベントについても併せて記述する。

## 経緯
全ての始まりは2004年5月15日、水戸市立競技場で行われた川崎フロンターレ戦であった。水戸側のミスで2度にわたり球団旗を逆さに掲揚されたことに怒った川崎側サポーターは、本来立ち入り禁止区域であるグラウンドに無断で降りた上、水戸のスポンサーによる展示車両に横断幕を張ろうとしたり、試合後スタジアム外からロケット花火を発射するなど、数々のルール・マナー違反を犯した。
水戸側は川崎側に対し謝罪を求めたが、クラブ及びサポーター双方から謝罪がなかった。そのため水戸サポーターの有志がその報復措置として、「水戸の選手達（＝『漢』）を激励するイベント」として川崎のホームである等々力陸上競技場で行なったのが最初である。なお、彼らは事前に川崎側に連絡し、許可を取ってから開催している。
これが一部で好評を博したため、その後「漢祭り」として定着し毎年夏の恒例行事となった。ただし漢祭りを行なった試合は水戸の全敗であり、半ばジンクスと化している。
2008年以降は開催されていない。

## 内容
アウェイ(水戸側)ゴール裏において、流しそうめんやサポーター有志による食品の出店（基本的に無料）、ゲーム大会などのイベントを行ない、「漢の中の漢」である水戸の選手たちを楽しみながら熱く叱咤するイベント。クラブはその運営には一切タッチしておらず、完全にサポーター主体で行われるイベントである。
祭りの参加者には、通常着られるレプリカユニフォームではなく、和装が義務づけられる。もっともその内容については決められておらず、浴衣、作務衣、甚平、法被、果ては巫女装束や漫画『ドラゴンボール』の道着まで、さまざまな和装の人々がゴール裏に密集する。
回を重ねるごとに、知名度の上昇、ならびに好奇心による他クラブサポーターの参加によって飛躍的に規模・参加者が増大し、これについては「内輪のイベントの域を逸脱しているのでは」「何であれ元々小さなクラブの水戸が注目されるのはいいこと」と、サポーターの間でも賛否がある。基本的には「祭りの間だけは本気で水戸を応援すること」を絶対条件として、他クラブサポーターの参加も歓迎されていたようである。

## 開催実績

### 第1回
記念すべき第1回。当時はまだ突発的な小イベントだったが、流しそうめんをはじめとする漢祭り恒例の出し物は既に行われている。
- 開催日：2004年7月24日（J2第23節　川崎フロンターレ対水戸ホーリーホック）
- 開催地：等々力陸上競技場
- 主な出し物：流しそうめん、チョコバナナ、かき氷、偽ホーリーくんなど
- 試合結果：川崎 5-1 水戸

### 第2回
前年の好評を受けて恒例行事化。初めてスポンサー（地元の和菓子屋）がつき、徐々に大掛かりなイベントになっていく。
- 開催日：2005年7月30日（J2第23節　横浜FC対水戸ホーリーホック）
- 開催地：三ツ沢公園球技場
- 主な出し物：お神輿、かき氷、スーパーボールすくい、麻雀
- 試合結果：横浜FC 1-0 水戸

### 第3回
「前橋植民地化計画第一弾」というキャッチフレーズを掲げ、初の北関東開催。この年には既に「漢祭り」は「水戸の奇祭」としてJリーグファンに大きく認知されており、他クラブサポーターの参加が飛躍的に上昇。特別協賛としてサッカー専門誌「サッカーJ+」が参加するなど取材するマスコミも増え、非常に大規模なイベントになる。
- 開催日：2006年9月2日（J2第37節　ザスパ草津対水戸ホーリーホック）
- 開催地：敷島公園陸上競技場
- 主な出し物：たこ焼きパーティー、流しそうめん、スイカ割り、カキ氷、チョコバナナ、記念公式飲料、記念スタンプ、アヒル釣り（※オモチャ）、大盤詰将棋、仮装（タイガーマスク、ダースベイダー、大仏）、正装（僧侶）
- 試合結果：草津 3-1 水戸

得点者：水戸…桑原、草津…島田、太田、高田

### 第4回
「緑との共生～守りたい、お前の笑顔とみどりの地球～」というキャッチフレーズを掲げての開催。開催発表時にはサッカーマスコミを集めてサポーターによる記者会見を開催し、前年に続き「サッカーJ+」がメインスポンサーとして参加するなど、サポーター主導としては異例の大イベントとなる。相手が話題性の多い東京Vだったこともあり、他クラブサポーターも前年以上に参加。水戸側のゴール裏チケットがチーム史上初めて完売するほどで、史上最大の漢祭りとなった。
- 開催日:2007年8月12日（J2第33節　東京ヴェルディ対水戸ホーリーホック）
- 開催地:西が丘サッカー場
- 主な出し物：たらいそうめん（流しそうめんが運営規則上不可能だったため）、サッカーカードくじ、記念公式飲料、記念スタンプ、型抜き
- 試合結果:東京V 2-0 水戸

得点者：東京V…ディエゴ、船越

## その他の祭り
水戸サポーターは漢祭りのほかにもさまざまなイベントを企画・開催している。代表的なものは以下の通り。

### 前田祭り
前田秀樹が監督を務めた2007年まで、水戸がホームゲームで勝利したときに行われてきた。元々は、負けが込んでいた時期に、前田の采配に怒った水戸のサポーターが、競技場の駐車場に置いてある前田の自家用車を取り囲んで「前田出て来い!」と対話を求めたのが発端。直後の試合で水戸が勝利した後、サポーターは同じように怒ったふりをしながら車の周囲で「前田出て来い!」と叫び、前田が現れた瞬間「すみませんでした!」と一斉に土下座。このやり取りがイベントとして定着した。
サポーターが前田の車を囲み、紅白幕やゲートフラッグなどで装飾、監督とともに勝利を祝う。その後は笠松競技場裏のレストラン「パリの下町」に再集結し、監督サポーター入り混じってのサッカー談義に花を咲かせる。監督とサポーターが直接歓談するという、Jリーグでも類を見ない場であった。
以前は一部のコア層のみによって行われていたが、祭りの知名度が上がるにつれ参加者は増加した。

### 国立前田祭り
2006年5月14日に国立競技場で行われた対東京ヴェルディ戦にて、水戸の国立競技場初上陸と前日にむかえた前田監督の誕生日を祝うべく開催。選手入場時に誕生日を祝うプラカードを掲げ、「聖地」国立競技場での開催とのことで君が代斉唱と「ニッポン」コール、更に茨城県民の歌や「仮面ライダー」の替え歌を歌い、水戸のスタジアムDJによるセルフ選手紹介など、さまざまな催しが行われた。
また、当日会場には他チームのサポーターも来場しており、中でも名古屋、清水、新潟、川崎、愛媛の各サポーターはそれぞれのユニフォームを着て水戸の応援に参加し、話題を集めた。
試合は序盤に得た先制点を守りきり1-0で勝利、水戸にとって伝説の1戦となった。
さらに同様のイベントは翌年の2007年5月3日の対東京V戦にても開催された。選手・監督の誕生日とは関係なかったためプラカード掲示は無かったが、また君が代斉唱、茨城県民の歌の合唱、水戸のスタジアムDJによるセルフ選手紹介が行われ、「15時のおやつタイム」などの催しが行われた。
この試合は当時不振に陥っていた東京Vの監督、ラモス瑠偉の進退がかかった試合といわれ、前節終了後に「国立競技場の神様がついていてくれるので、次は必ず勝つと信じている」 と発言した事もあってかなりの注目を浴び、その結果総勢50名以上のJ1・J2の各チームのサポーターなどが水戸側のゴール裏に来場し、水戸の応援に参加した（ただし、試合時間中はそれぞれのユニフォーム姿ではなく、水戸のユニフォームもしくは青系の服装に着替えて応援を行った）。
この試合は序盤にオウンゴールを許したものの、その後水戸がチームの1試合最多得点タイとなる5点を奪い、5-1の圧勝で初勝利を挙げた。試合後、「東京V有利」とされた事前の予想をはるかに超えた水戸の戦いに感動した他チームのサポーター達がグッズ売り場に殺到し、水戸のタオルマフラーなどのグッズが飛ぶように売れたという。
なお、2009年6月14日の対東京V戦も国立で行われたが、既に前田監督が退任していることもあって同様のイベントは行われなかった。

### プリン部
サポーターの一部で、各自プリンを持ち寄って食べるという習慣がある。この時「勝ち点3いただきます！」というのがならわしになっている。
なお、アウェイの際に相手サポーター等からプリンや色々なお菓子の差し入れをもらうケースもある。

### 水戸黄門まつり
水戸市が毎年開催している水戸黄門まつりに有志が2004年より参加。2005年からはパレードに参加し、ホーリーくんとともにユニフォーム姿でフラッグを掲げたりチャントを歌うなど、クラブの知名度向上に努めている。

### コール合戦
モンテディオ山形との試合前に行われるサポーター同士のコール合戦。水戸側が「山形・ディオ!」山形側が「ホーリーホック!」などと言った後、漫才のような掛け合いがしばしば発生する。2008年までのJ2での名物行事であったが、2009年に山形のJ1昇格により途絶。2012年の山形のJ2降格以降も再開されていない。
一部で伝説とされているのが2003年水戸市立競技場で行われた一戦。
山形サポーター（山形サポ）「FC水戸」　水戸サポーター（水戸サポ）「山形ディオ」
水戸サポ「調子はどうだい?」　山形サポ「微妙な感じ」
山形サポ「そっちはどうだい?」　水戸サポ「こっちも微妙」
水戸サポ「市陸（山形市陸上競技場）でやらせろ」　山形サポ「こっちもやりたい」
山形サポ「トゥーリオどうだい」　水戸サポ「怒ってばっか」
そこでスタジアムDJが「え～、スタジアムが盛り上がってきたところ大変申し訳ございませんが、そろそろゲームを始めたいと思います」
DJの発言で場内は大爆笑となり、そのままゲームが始まった。そして、ネタにされてしまったトゥーリオは、水戸サポーターに対して怒りをあらわにしていたという。
この行事は、山形と水戸のサポーター団体に普段から交流があり、共に信頼し合っているという事から行われている。2006年の開幕戦はその山形戦で、「J1一緒に行こう」とお互いにコールしあい、会場から大きな拍手が起きてキックオフとなった。また2008年には、リーグ最終節に山形戦が実現。先にJ1昇格を決めていた山形と「（J1で）待ってろ、山形」「待ってる、水戸」と、発破の掛け合いが行われた。

### 水戸サポけいおん部！
2012年に水戸サポーター有志によるアマチュアバンド「水戸サポけいおん部！」が結成された。水戸のホームゲームでのイベント演奏 のほか、2013年2月9日には水戸市内でライブを開催 するなどの活動を通じクラブの地位向上に努めている。なおバンド名はTVアニメや劇場映画の公開で話題となったかきふらいの漫画作品「けいおん!」に由来する。